# ウインマリリン
ウインマリリン（欧字名:Win Marilyn 香:瑪蓮必勝、2017年5月23日 - ）は、日本の競走馬。主な勝ち鞍は2022年の香港ヴァーズ、2020年のフローラステークス、2021年の日経賞、オールカマー。名女優と呼ばれた。
馬名の意味は、冠名＋女性名。

## 戦績

### 2歳（2019年）
2019年12月21日、中山競馬場の2歳新馬戦に横山武史鞍上でデビューし、2番手追走から直線で先頭に立つと最後はベリンダアンに3馬身半差つけて勝利する。

### 3歳（2020年）
明け3歳初戦となった2020年1月26日の若竹賞は5着も、3月31日のミモザ賞は直線で抜け出すと、最後はウインキートスの追撃を1馬身4分の3差振り切り2勝目を挙げる。4月26日のフローラステークスでは好位から抜け出すと、最後は中団から脚を伸ばしてきたホウオウピースフルをクビ差退け、鞍上の横山武史とともに初の重賞制覇となり優駿牝馬への優先出走権を獲得した。
優駿牝馬では、無敗の2冠を目指すデアリングタクトやミヤマザクラ、クラヴァシュドールらの桜花賞出走組に加え、2戦2勝のスイートピーステークス勝ち馬デゼル、忘れな草賞勝ち馬ウインマイティーなどが名を連ねた。人気の中心はデアリングタクトやデゼル、クラヴァシュドールとなり、ウインマリリンは18頭中の7番人気に留まった。また、鞍上は騎乗停止の横山武史から父の横山典弘に変更となった。レース本番、ゲートを出ると外枠からすぐ内に入り軽快に飛ばすスマイルカナを2番手で追走。直線では追い出しをワンテンポ遅らせ、最内を突き、最短距離で抜け出しを図ったが、後方から直線で弾けるように伸び、馬群をさばいたデアリングタクトにゴール前で交わされ、半馬身差2着に惜敗した。
夏は休養に充て、3冠目の秋華賞にぶっつけ本番で出走、道中2番手でレースを進めるも直線ズルズル後退し初の二桁着順となる15着に終わる。次走、古馬との初対戦となったエリザベス女王杯は道中好位からいったんポジションを下げるも再び伸び3歳最先着の4着に入る。

### 4歳（2021年）
4歳初戦、アメリカジョッキークラブカップは2番手で競馬をし、6着に粘る。次走、日経賞は好スタートから道中は好位につけ直線早めに抜け出すと、しぶとく粘り込みそのまま押し切り、重賞2勝目を飾った。5月2日には天皇賞（春）に出走。出遅れたものの、中団につけ外を回って直線に入るとじわじわ伸び5着に入った。その後は休養に入り、オールカマーで復帰する。1枠1番スタートから好位のインで脚を溜め、直線で進路が狭くなりながらも外に切り返すと、そこから加速し最後は外から伸びるウインキートスを1馬身半抑えて優勝。重賞3勝目を飾った。次走、エリザベス女王杯は3番人気での出走となったが、道中3番手から直線で抜け出しをはかるも、そのままずるずると後退し16着と大敗に終わった。

### 5歳（2022年）
5歳初戦としてGI大阪杯に出走し、ポタジェの16着（最下位）と大敗。続く宝塚記念でもタイトルホルダーの7着に惨敗したが、次走の札幌記念では3番手から競馬を進め、途中反応が鈍くなるも、直線で再度伸び、内からしぶとく伸びてジャックドール、パンサラッサに次ぐ3着を確保。
続くエリザベス女王杯では、好スタートから道中は外の好位のポジションを取り、雨で重くなった馬場にも対応し、手応え十分で迎えた直線では逃げるローザノワールを交わして残り200m手前で先頭に立った。しかし、その後に脚を伸ばしたジェラルディーナに交わされ、ライラックと同着の2着となった。
その後、香港ヴァーズの招待を受諾し、登録していたジャパンカップを回避した上で出走することを明かした。12月11日、予定通り香港ヴァーズに出走し、3番人気に推される。レースでは絶好のスタートを切りながら、これまでの先行策から一転して、鞍上のダミアン・レーンはウインマリリンの自在性を信じて後方に下げ、道中は8番手（後方から2番手）を進んだ。直線では大外から一気に末脚を炸裂させ、ゴール前で粘るボタニクを交わして先頭に立ち、最後は2着となったボタニクに1馬身半の差をつけて優勝。ウインマリリンにとっては、9度目の挑戦で初のGI勝利、海外レースは初出走で初優勝となった。なお、保有するウインレーシングクラブの規定では牝馬は6歳春での引退を既定路線としているが、地元メディアから「来年も香港で会えるか」と質問された際には、手塚調教師は「これからオーナーとよく相談します」とし、含みを持たせている。
12月13日早朝に帰国。12月15日、次走として翌年3月25日にドバイ・メイダン競馬場で行われるドバイシーマクラシックを目指すと発表された。

### 6歳（2023年）
6歳初戦となった3月25日のドバイシーマクラシックでは道中中団で脚を溜めるも、直線で伸びを欠いてイクイノックスの6着に敗れた。帰国後は5か月休養し、8月20日の札幌記念で松岡正海に手綱が戻り、レースでは3番手追走も直線で後退して9着。続く9月24日のオールカマーでは好位中団追走も伸びあぐねて9着に終わる。この後、アメリカに遠征して11月4日にサンタアニタパーク競馬場で行われたブリーダーズカップ・フィリー&メアターフでは後方3番手追走から最後の直線で馬群を割って伸びてきたがインスパイラルの4着に惜敗となった。引退レースとなった12月24日の第68回有馬記念にルーク・モリスとのコンビで出走。道中中団追走から直線で脚を伸ばしたが7着に敗れた。12月27日付でJRAの競走馬登録を抹消された。引退後は生まれ故郷であるコスモヴューファームで繁殖牝馬として供用される。

## 競走成績
以下の内容は、JBISサーチ、netkeiba.com、香港ジョッキークラブ、エミレーツ競馬協会、Total Performance DataおよびEquibaseの情報に基づく。
| 競走日     | 競馬場       | 競走名           | 格  | 距離（馬場）  | 頭 数 | 枠 番 | 馬 番 | オッズ （人気） | 着順 | タイム （上がり3F） | 着差  | 騎手        | 斤量 [kg] | 1着馬（2着馬）         | 馬体重 [kg] |
| ---------- | ------------ | ---------------- | --- | ------------- | ----- | ----- | ----- | --------------- | ---- | ------------------- | ----- | ----------- | --------- | ---------------------- | ----------- |
| 2019.12.21 | 中山         | 2歳新馬          |     | 芝2000m（良） | 16    | 6     | 11    | 012.20（6人）   | 01着 | R2:04.0（35.4）     | -0.6  | 0横山武史   | 54        | （ベリンダアン）       | 452         |
| 2020.01.26 | 中山         | 若竹賞           | 1勝 | 芝1800m（稍） | 11    | 2     | 2     | 005.60（3人）   | 05着 | R1:51.0（35.4）     | -0.6  | 0松岡正海   | 54        | シーズンズギフト       | 452         |
| 0000.03.31 | 中山         | ミモザ賞         | 1勝 | 芝2000m（稍） | 11    | 4     | 4     | 006.40（4人）   | 01着 | R2:02.5（36.5）     | -0.3  | 0横山武史   | 54        | （ウインキートス）     | 460         |
| 0000.04.26 | 東京         | フローラS        | GII | 芝2000m（良） | 17    | 2     | 3     | 011.40（4人）   | 01着 | R1:58.7（35.3）     | -0.0  | 0横山武史   | 54        | （ホウオウピースフル） | 450         |
| 0000.05.24 | 東京         | 優駿牝馬         | GI  | 芝2400m（良） | 18    | 8     | 16    | 028.50（7人）   | 02着 | R2:24.5（34.0）     | -0.1  | 0横山典弘   | 55        | デアリングタクト       | 452         |
| 0000.10.18 | 京都         | 秋華賞           | GI  | 芝2000m（稍） | 18    | 8     | 17    | 017.20（5人）   | 15着 | R2:03.1（38.7）     | -2.5  | 0横山武史   | 55        | デアリングタクト       | 464         |
| 0000.11.15 | 阪神         | エリザベス女王杯 | GI  | 芝2200m（良） | 18    | 6     | 12    | 040.80（9人）   | 04着 | R2:10.7（34.4）     | -0.4  | 0横山武史   | 54        | ラッキーライラック     | 460         |
| 2021.01.24 | 中山         | AJCC             | GII | 芝2200m（不） | 17    | 8     | 15    | 010.50（5人）   | 06着 | R2:18.3（38.0）     | -0.4  | 0横山武史   | 53        | アリストテレス         | 464         |
| 0000.03.27 | 中山         | 日経賞           | GII | 芝2500m（良） | 15    | 3     | 4     | 008.50（4人）   | 01着 | R2:33.3（34.7）     | -0.1  | 0横山武史   | 53        | （カレンブーケドール） | 456         |
| 0000.05.02 | 阪神         | 天皇賞（春）     | GI  | 芝3200m（良） | 17    | 7     | 14    | 022.70（8人）   | 05着 | R3:15.6（37.4）     | -0.9  | 0横山武史   | 56        | ワールドプレミア       | 462         |
| 0000.09.26 | 中山         | オールカマー     | GII | 芝2200m（良） | 16    | 1     | 1     | 004.70（2人）   | 01着 | R2:11.9（36.5）     | -0.3  | 0横山武史   | 55        | （ウインキートス）     | 476         |
| 0000.11.14 | 阪神         | エリザベス女王杯 | GI  | 芝2200m（良） | 17    | 5     | 9     | 005.50（3人）   | 16着 | R2:14.7（38.9）     | -2.6  | 0横山武史   | 56        | アカイイト             | 472         |
| 2022.04.03 | 阪神         | 大阪杯           | GI  | 芝2000m（良） | 16    | 4     | 7     | 060.20（9人）   | 16着 | R2:00.7（37.8）     | -2.3  | 0松岡正海   | 55        | ポタジェ               | 462         |
| 0000.06.26 | 阪神         | 宝塚記念         | GI  | 芝2200m（良） | 17    | 6     | 12    | 073.00（9人）   | 07着 | R2:10.8（36.9）     | -1.1  | 0松岡正海   | 58        | タイトルホルダー       | 476         |
| 0000.08.21 | 札幌         | 札幌記念         | GII | 芝2000m（良） | 16    | 5     | 9     | 013.60（5人）   | 03着 | R2:01.4（37.4）     | -0.2  | 0松岡正海   | 55        | ジャックドール         | 488         |
| 0000.11.13 | 阪神         | エリザベス女王杯 | GI  | 芝2200m（重） | 18    | 7     | 13    | 010.10（5人）   | 02着 | R2:13.3（36.1）     | -0.3  | 0D.レーン   | 56        | ジェラルディーナ       | 480         |
| 0000.12.11 | 沙田         | 香港ヴァーズ     | G1  | 芝2400m（Gd） | 10    | 3     | 9     | 006.50（3人）   | 01着 | R2:27.53（34.96）   | -0.23 | 0D.レーン   | 55.5      | （Botanik）            | 474         |
| 2023.03.25 | メイダン     | ドバイSC         | G1  | 芝2410m（Gd） | 10    | 4     | 10    | 019.80（6人）   | 06着 | R2:27.14（35.53）   | -1.49 | 0D.レーン   | 55        | Equinox                | 計不        |
| 0000.08.20 | 札幌         | 札幌記念         | GII | 芝2000m（稍） | 15    | 2     | 2     | 011.90（6人）   | 09着 | R2:04.0（38.7）     | -2.5  | 0松岡正海   | 56        | プログノーシス         | 494         |
| 0000.09.24 | 中山         | オールカマー     | GII | 芝2200m（良） | 15    | 8     | 15    | 044.00（9人）   | 09着 | R2:12.8（35.8）     | -0.8  | 0松岡正海   | 57        | ローシャムパーク       | 484         |
| 0000.11.04 | サンタアニタ | BCF&Mターフ      | G1  | 芝10F（Fm）   | 12    | 5     | 5     | 039.9（11人）   | 04着 | R1:59.29            | -0.23 | 0C.デムーロ | 56        | Inspiral               | 計不        |
| 0000.12.24 | 中山         | 有馬記念         | GI  | 芝2500m（良） | 16    | 6     | 12    | 171.9（14人）   | 07着 | R2:31.6（35.2）     | -0.7  | 0L.モリス   | 56        | ドウデュース           | 476         |

- 海外の競走の「枠番」欄にはゲート番を記載
- 海外のオッズ・人気は現地主催者発表のもの

## 繁殖成績
|      | 誕生年 | 馬名                     | 毛色 | 父               | 性 | 厩舎 | 馬主 | 戦績 | 出典   |
| ---- | ------ | ------------------------ | ---- | ---------------- | -- | ---- | ---- | ---- | ------ |
| 初仔 | 2025年 | （ウインマリリンの2025） |      | タイトルホルダー | 牡 |      |      |      | [ 43 ] |

## 血統表
| ウインマリリンの血統                        | ウインマリリンの血統                                                                                      | ウインマリリンの血統                                                                                      | （血統表の出典）                                                                                          | （血統表の出典）  |
| 父系                                        | ロベルト系                                                                                                | ロベルト系                                                                                                | ロベルト系                                                                                                | [ § 2 ]           |
| 父 スクリーンヒーロー 2004 栗毛 日本        | 父の父*グラスワンダー 1995 栗毛                                                                           | Silver Hawk                                                                                               | Roberto                                                                                                   | Roberto           |
| 父 スクリーンヒーロー 2004 栗毛 日本        | 父の父*グラスワンダー 1995 栗毛                                                                           | Silver Hawk                                                                                               | Gris Vitesse                                                                                              |                   |
| 父 スクリーンヒーロー 2004 栗毛 日本        | 父の父*グラスワンダー 1995 栗毛                                                                           | Ameriflora                                                                                                | Danzig | Danzig            |
| 父 スクリーンヒーロー 2004 栗毛 日本        | 父の父*グラスワンダー 1995 栗毛                                                                           | Ameriflora                                                                                                | Graceful Touch                                                                                            |                   |
| 父 スクリーンヒーロー 2004 栗毛 日本        | 父の母ランニングヒロイン 1993 黒鹿毛                                                                      | *サンデーサイレンス                                                                                       | Halo | Halo              |
| 父 スクリーンヒーロー 2004 栗毛 日本        | 父の母ランニングヒロイン 1993 黒鹿毛                                                                      | *サンデーサイレンス                                                                                       | Wishing Well                                                                                              |                   |
| 父 スクリーンヒーロー 2004 栗毛 日本        | 父の母ランニングヒロイン 1993 黒鹿毛                                                                      | ダイナアクトレス                                                                                          | *ノーザンテースト                                                                                         | *ノーザンテースト |
| 父 スクリーンヒーロー 2004 栗毛 日本        | 父の母ランニングヒロイン 1993 黒鹿毛                                                                      | ダイナアクトレス                                                                                          | モデルスポート                                                                                            |                   |
| 母 *コスモチェーロ 2003 栗毛 オーストラリア | 母の父Fusaichi Pegasus 1997 鹿毛                                                                          | Mr. Prospector                                                                                            | Raise a Native                                                                                            | Raise a Native    |
| 母 *コスモチェーロ 2003 栗毛 オーストラリア | 母の父Fusaichi Pegasus 1997 鹿毛                                                                          | Mr. Prospector                                                                                            | Gold Digger                                                                                               |                   |
| 母 *コスモチェーロ 2003 栗毛 オーストラリア | 母の父Fusaichi Pegasus 1997 鹿毛                                                                          | Angel Fever                                                                                               | Danzig | Danzig            |
| 母 *コスモチェーロ 2003 栗毛 オーストラリア | 母の父Fusaichi Pegasus 1997 鹿毛                                                                          | Angel Fever                                                                                               | Rowdy Angel                                                                                               |                   |
| 母 *コスモチェーロ 2003 栗毛 オーストラリア | 母の母Shorwon 1983 栗毛                                                                                   | Buena Shore                                                                                               | George Lewis                                                                                              | George Lewis      |
| 母 *コスモチェーロ 2003 栗毛 オーストラリア | 母の母Shorwon 1983 栗毛                                                                                   | Buena Shore                                                                                               | Full View                                                                                                 |                   |
| 母 *コスモチェーロ 2003 栗毛 オーストラリア | 母の母Shorwon 1983 栗毛                                                                                   | April Wonder                                                                                              | Newtown Wonder                                                                                            | Newtown Wonder    |
| 母 *コスモチェーロ 2003 栗毛 オーストラリア | 母の母Shorwon 1983 栗毛                                                                                   | April Wonder                                                                                              | April Flower                                                                                              |                   |
| 母系(F-No.)                                 | 14号族(FN:14-e)                                                                                           | 14号族(FN:14-e)                                                                                           | 14号族(FN:14-e)                                                                                           | [ § 3 ]           |
| 5代内の近親交配                             | Danzig S4×M4 = 12.50%、Northern Dancer S5×S5×M5 = 9.38%、Halo S4×M5 = 9.38%、Hail to Reason S5×S5 = 6.25% | Danzig S4×M4 = 12.50%、Northern Dancer S5×S5×M5 = 9.38%、Halo S4×M5 = 9.38%、Hail to Reason S5×S5 = 6.25% | Danzig S4×M4 = 12.50%、Northern Dancer S5×S5×M5 = 9.38%、Halo S4×M5 = 9.38%、Hail to Reason S5×S5 = 6.25% | [ § 4 ]           |
| 出典                                        | 1. 2. 3. 4.                                                                                               | 1. 2. 3. 4.                                                                                               | 1. 2. 3. 4.                                                                                               | 1. 2. 3. 4.       |

- 半兄ウインマーレライ（父マツリダゴッホ）は2014年ラジオNIKKEI賞優勝馬。
- 半姉マイネヒメルの仔に2024年クイーンステークス勝ち馬のコガネノソラ、孫に2023年京王杯2歳ステークス勝ち馬のコラソンビートがいる。